# Jadwiga Makowiecka

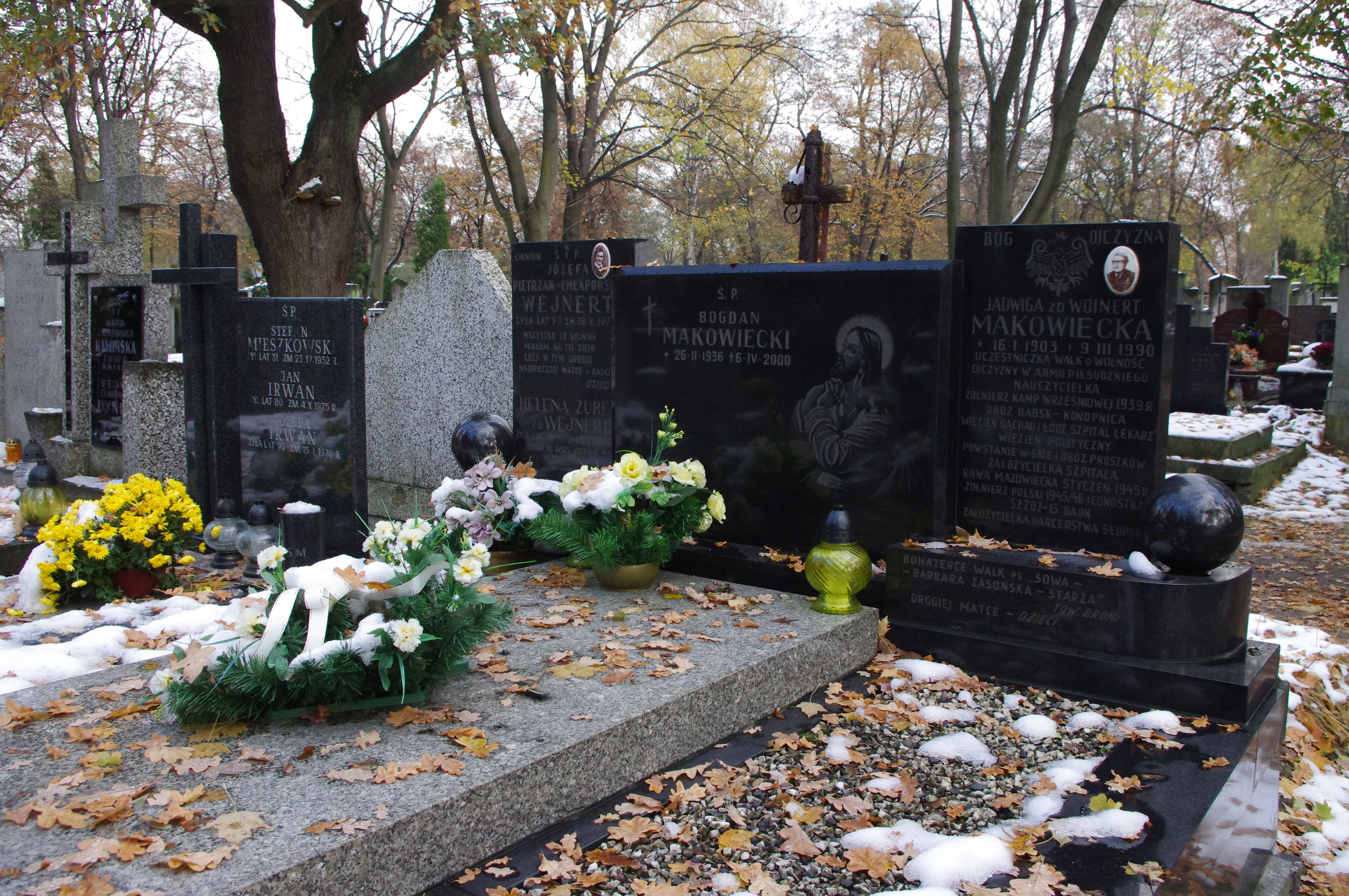
Grób Jadwigi Makowieckiej na cmentarzu Bródnowskim w Warszawie

Jadwiga Makowiecka (z domu Woinert) (ur. 16 stycznia 1903, zm. 9 marca 1990) – polska nauczycielka i działaczka harcerska.

## Życiorys
W młodym wieku zaangażowała się w działalność niepodległościową przy Legionach Piłsudskiego, a następnie pracowała jako nauczycielka. Walczyła podczas kampanii wrześniowej, a następnie została uwięziona w obozie jenieckim Babsk-Konopnica. Podczas okupacji hitlerowskiej więźniarka obozów w Łodzi, po uwolnieniu powróciła do Warszawy, po upadku powstania warszawskiego przebywała w obozie przejściowym w Pruszkowie, a następnie w obozie koncentracyjnym w Dachau. W styczniu 1945 przedostała się na wschód i służyła w jednostce 52207-15, a następnie współorganizowała szpital wojenny w Rawie Mazowieckiej. W połowie 1945 zamieszkała w Słupsku, gdzie organizowała struktury ZHP.